# Nerf facial
 (novembre 2015).

Représentation schématique de la partie motrice du nerf facial. En jaune, les fibres issues de la partie droite du cerveau ; en orange, celles issues de la partie gauche. Noter que la partie inférieure de la face reçoit sa commande uniquement de la partie du cerveau controlatérale alors que la partie supérieure la reçoit des deux côtés.

Le nerf facial (VII) et son nerf accessoire, le nerf intermédiaire (ancien nerf intermédiaire de Wrisberg), est le septième nerf crânien (sur un total de 12 paires), le nerf intermédiaire portant le numéro VII bis. Il émerge de la base du cerveau entre la protubérance annulaire et le bulbe rachidien au niveau du sillon bulbo pontique. Le VII a sous son contrôle les muscles de l'expression faciale (muscles peauciers), le VII bis assurant le transport d'informations sensorielles gustatives des 2/3 antérieurs de la langue ainsi que le contrôle parasympathique des glandes salivaires sublinguale et sub mandibulaire, et des glandes lacrymales, nasales et palatines.
Le nerf facial a plusieurs rôles :
- Sa fonction principale est le contrôle moteur des muscles peauciers de la face et d'un des muscles de l'oreille moyenne (le muscle stapédien).
- Il raccorde les fibres parasympathiques issues du noyau salivaire supérieur : 
  - aux glandes submandibulaire et sublinguale via le nerf de la corde du tympan puis le ganglion submandibulaire (et le ganglion sublingual lorsqu'il est individualisé)
  - à la glande lacrymale, aux muqueuses des fosses nasales et du palais via le nerf grand pétreux, puis le ganglion ptérygopalatin.
- Il transporte au cerveau les sensations du goût venant des deux tiers antérieurs de la langue (par la corde du tympan, puis le VII bis)
- Par une petite branche du VII bis, il ramène une partie des sensations cutanées au niveau du méat auditif externe et du pavillon de l'oreille

## Noyaux centraux du nerf facial
Le noyau somato-moteur du nerf facial se situe dans le pont du tronc cérébral. On comptabilise aussi les noyaux salivaire supérieur et lacrymo-nasal qui génèrent des fibres accompagnant le nerf facial sous le nom de nerf intermédiaire de Wrisberg (VII bis).
La racine nerveuse du VII sort à la face antéro-laterale, entre la protubérance et le bulbe, du tronc cérébral, toujours accompagnée du VII bis. Les fibres transportant la sensibilité gustative des 2/3 antérieurs de la langue aboutissent au noyau gustatif supérieur, annexé au tractus solitaire avec la sensibilité de la région de Ramsey Hunt.

## Anatomie du nerf facial
Il émerge au niveau du sillon bulbo-protubérantiel dans la fossette olivaire sur le prolongement du faisceau latéral du bulbe, 4  à   5 mm en arrière et en dehors du nerf abducens (VI) et légèrement en avant du nerf vestibulocochléaire (VIII), le nerf intermédiaire naissant dans l'intervalle séparant le VII du VIII.
Il se dirige en haut, en avant et en dehors pour pénétrer dans le conduit auditif interne dont l'orifice d'entrée est situé sur la face postéro-supérieure du rocher. Il se place dans le quadrant antéro-supérieur de ce conduit, séparé du nerf cochléo-vestibulaire, qui occupe la portion inféro-postérieure du conduit, par le nerf intermédiaire. À l'extrémité du conduit, le nerf s'engage et emprunte à cet endroit le canal du facial (anciennement appelé aqueduc de Fallope). Ce canal très sinueux et complexe traverse le rocher pour en sortir au niveau du foramen stylo-mastoïdien. On convient de diviser cette partie intratemporale en trois portions: une première portion dite labyrinthique située dans le prolongement de la précédente c'est-à-dire orientée en dehors et en avant, une portion tympanique orientée en arrière et en dehors, une portion mastoïdienne orientée vers le bas.
Au cours de leur trajet dans le canal du facial, le nerf facial et le nerf intermédiaire vont arriver sur un ganglion, le ganglion géniculé dans lequel les deux nerfs précédents vont fusionner et d'où partira un nerf facial unique. Du ganglion géniculé partent aussi les nerfs grand et petit pétreux superficiels qui permettent une anastomose avec le nerf trijumeau.
Distalement par rapport au ganglion géniculé, le nerf facial détache encore le nerf du muscle de l'étrier et la corde du tympan, qui recueille les afférences gustatives des 2/3 antérieurs de la langue (via le nerf lingual).
À sa sortie du foramen stylo-mastoïdien, le nerf facial détache des rameaux moteurs pour les muscles auriculaires, le ventre occipital du muscle occipito-frontal, le stylo-hyoïdien et le ventre postérieur du muscle digastrique. Il va donner aussi un petit rameau sensitif: le nerf auriculaire interne responsable de l'innervation sensitive de la peau de la région, appelée zone de Ramsay-Hunt.
Le nerf se dirige en avant, en dehors et en bas en passant entre le muscle digastrique latéralement et le muscle stylo-hyoïdien médialement pour pénétrer dans la glande parotide où, sans innerver la glande, il va se diviser en ses branches terminales. son mode de division est assez variable mais on a coutume de considérer qu'il se divise d'abord en deux grandes branches terminales : supérieure et inférieure.

## Branche terminale supérieure
Un peu plus considérable que l'inférieure, cette branche appelée aussi temporo-faciale se dirige en haut et en avant vers le col du condyle de la mandibule où elle reçoit un ou deux rameaux du nerf temporal superficiel. Puis le nerf se divise à nouveau en ses nouvelles branches terminales.

### Branche temporale
Verticale, elle croise en avant l'arcade zygomatique et se termine dans les muscles auriculaires antérieur et supérieur.

### Branche frontale
Plus volumineuse que la précédente, elle se dirige en avant et en haut vers le bord latéral du ventre frontal du muscle occipito-frontal sous lequel elle va passer. Elle innerve le muscle occipito-frontal, le muscle sourcilier et le muscle orbiculaire de l'œil.

### Branche palpébrale
Légèrement ascendante, elle se divise en plusieurs rameaux au voisinage du muscle orbiculaire de l'œil certains innervant la partie supérieure du muscle, d'autres la partie inférieure

### Branche nasale
Horizontale, elle surplombe le canal de Sténon. Elle innerve les deux muscles zygomatiques, le releveur de la lèvre supérieure, le releveur naso-labial, le transversal du nez, le muscle élévateur de l'angle de la bouche, le muscle pyramidal du nez et une partie du muscle orbiculaire de l'œil.

### Branche buccale
La plus basse, elle peut naitre aussi de la branche située en dessous, passe en dessous du canal de Sténon, elle innerve le muscle buccinateur, le muscle triangulaire des lèvres et la portion supérieure du muscle orbiculaire de la bouche.

## Branche terminale inférieure
Appelée aussi branche cervico-faciale, elle se dirige en bas, en avant et en dedans et arrivée au niveau de l'angle de la mandibule se divise en plusieurs branches.

### Branche cervicale
Elle descend en dessous du muscle platysma qu'elle innerve

### Faisceaux cortico-nucléaires moteurs
Le cortex primaire moteur est la zone d'affrance motrice, dont la zone suppléant le visage est assez latéralisée, juste au-dessus du lobe pariétal.
Les neurones suppléant la moitié inférieure du visage se projettent sur le noyau du nerf facial controlatéral, ceux suppléant la moitié supérieure se projettent sur les noyaux des deux côtés.

## Examen du nerf facial

### Éléments cliniques
Il faut être à l'affût de la présence de toute asymétrie du visage telle une paupière ou une commissure labiale plus basse d'un côté que de l'autre. Ces asymétries peuvent apparaître lors de mouvements conscients ou encore spontanés. L'observation attentive est donc essentielle.
Lors d'une atteinte bilatérale, il peut être indiqué de comparer le visage avec une photo plus ancienne de la personne.
En clinique, la fonction du nerf crânien VII peut être vérifiée simplement en observant la personne et en lui demandant d'effectuer certains gestes :
- Hausser les sourcils de façon à plisser le front
- Froncer les sourcils
- Fermer les yeux et les garder fermés contre une résistance délicatement appliquée par l'examinateur
- Montrer les dents
- Gonfler les joues

## Pathologie du nerf facial
- Paralysie faciale, mono-ou bilatérale, pouvant faire évoquer de nombreuses maladies dont une paralysie a frigore ou la maladie de Lyme[1].

## Galerie

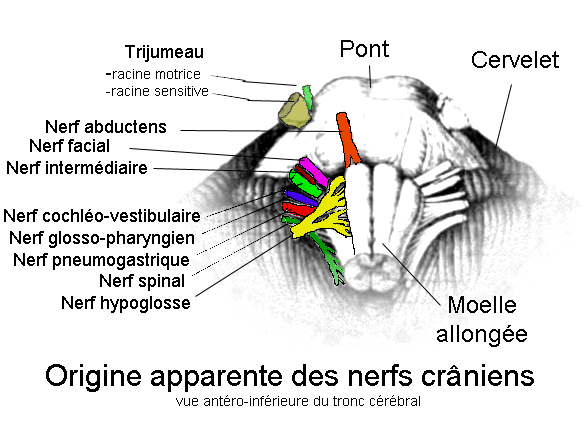
Nerfs craniens
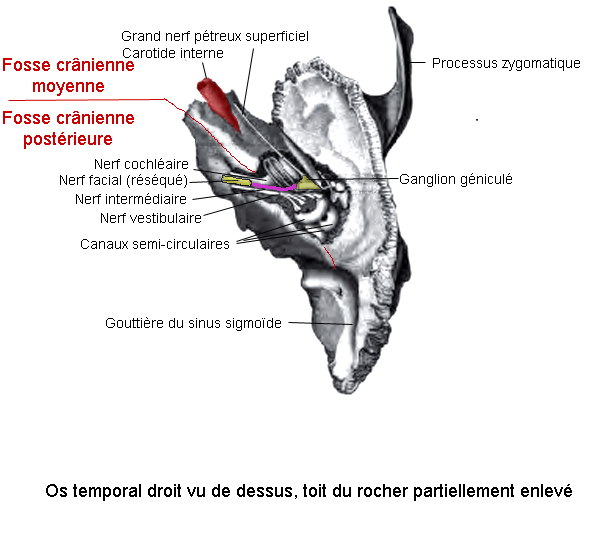
Temporal droit
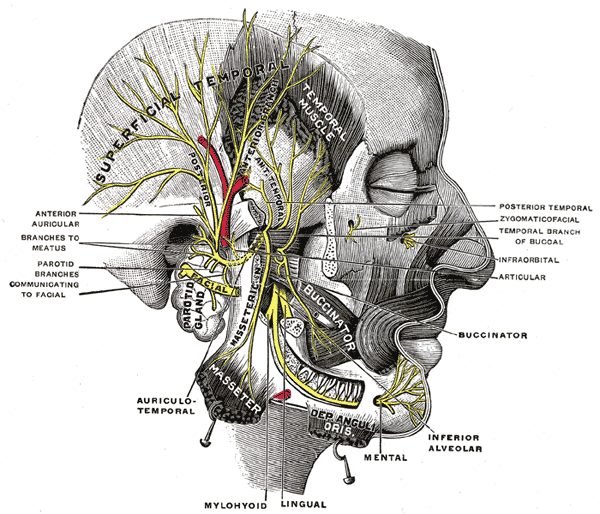
Division mandibulaire du nerf trijumeau.
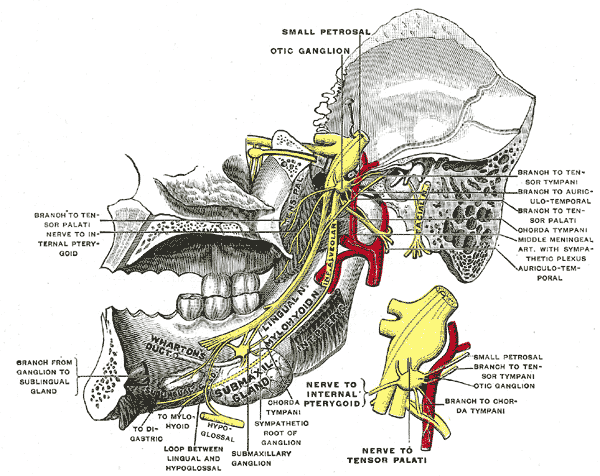
Division mandibulaire du nerf trijumeau, vu de la ligne médiane.
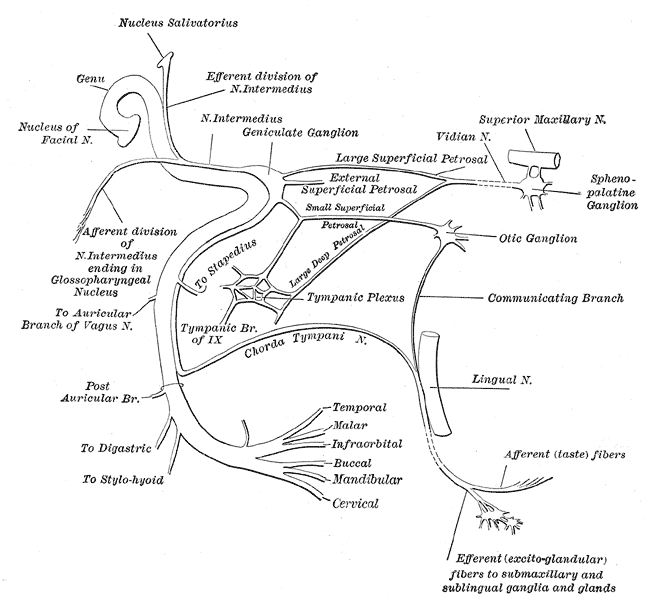
Régime des nerfs faciaux et intermédiaires et leur communication avec d'autres nerfs.
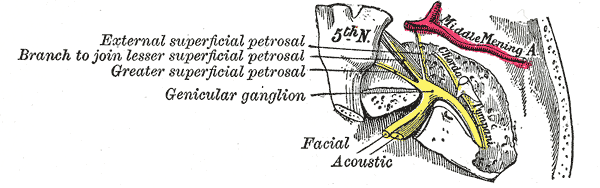
Le parcours et les connexions du nerf facial dans l'os temporal.
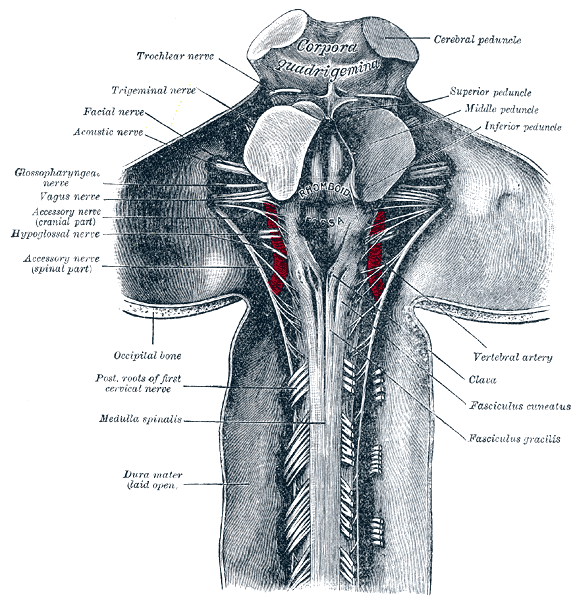
La partie supérieure de moelle épinière et le milieu du cerveau; aspect postérieure, exposée in situ.
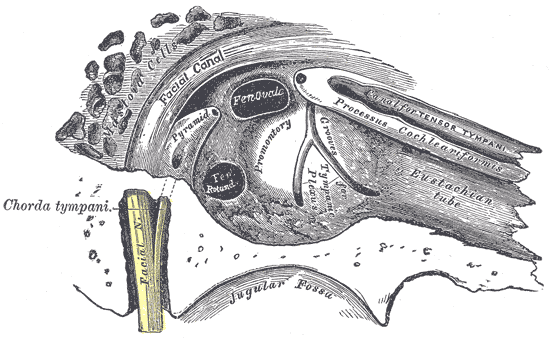
Vue de la paroi interne du tympan (agrandi.)
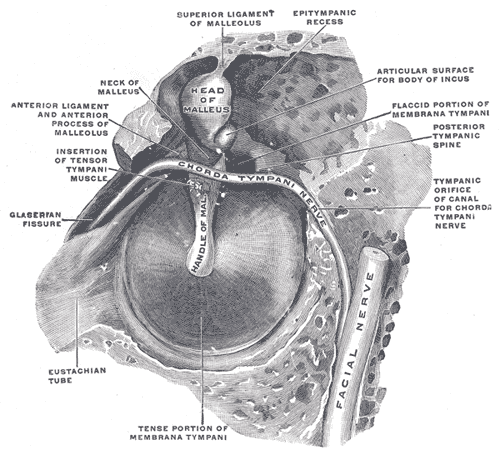
Le tympan droite avec le marteau et la corde du tympan, vu de l'intérieur, par derrière, et de dessus.
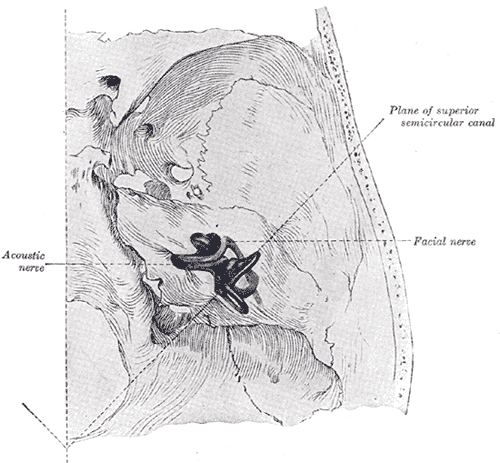
Position du labyrinthe osseux de l'oreille droite dans le crâne, vu de dessus.
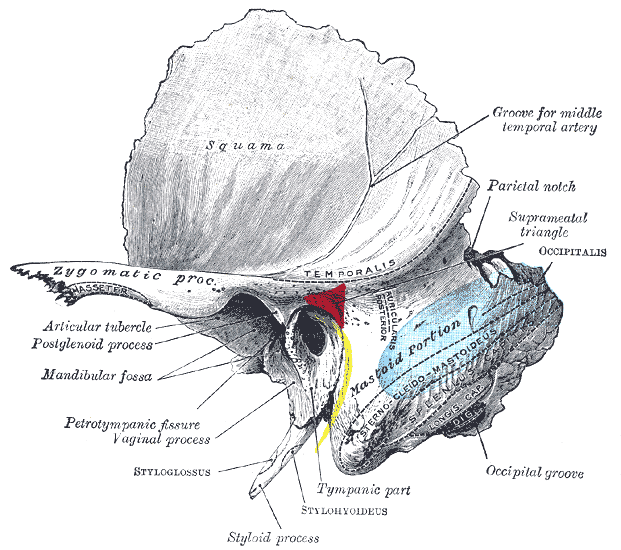
Os gauche temporal montrantdes marques de surface pour l'antre du tympan (rouge), le sinus transverse (bleu), et le nerf facial (jaune).
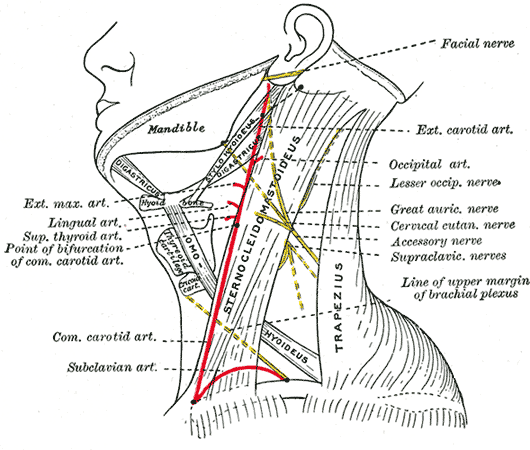
Le côté du cou, montrant principales marques de surface.
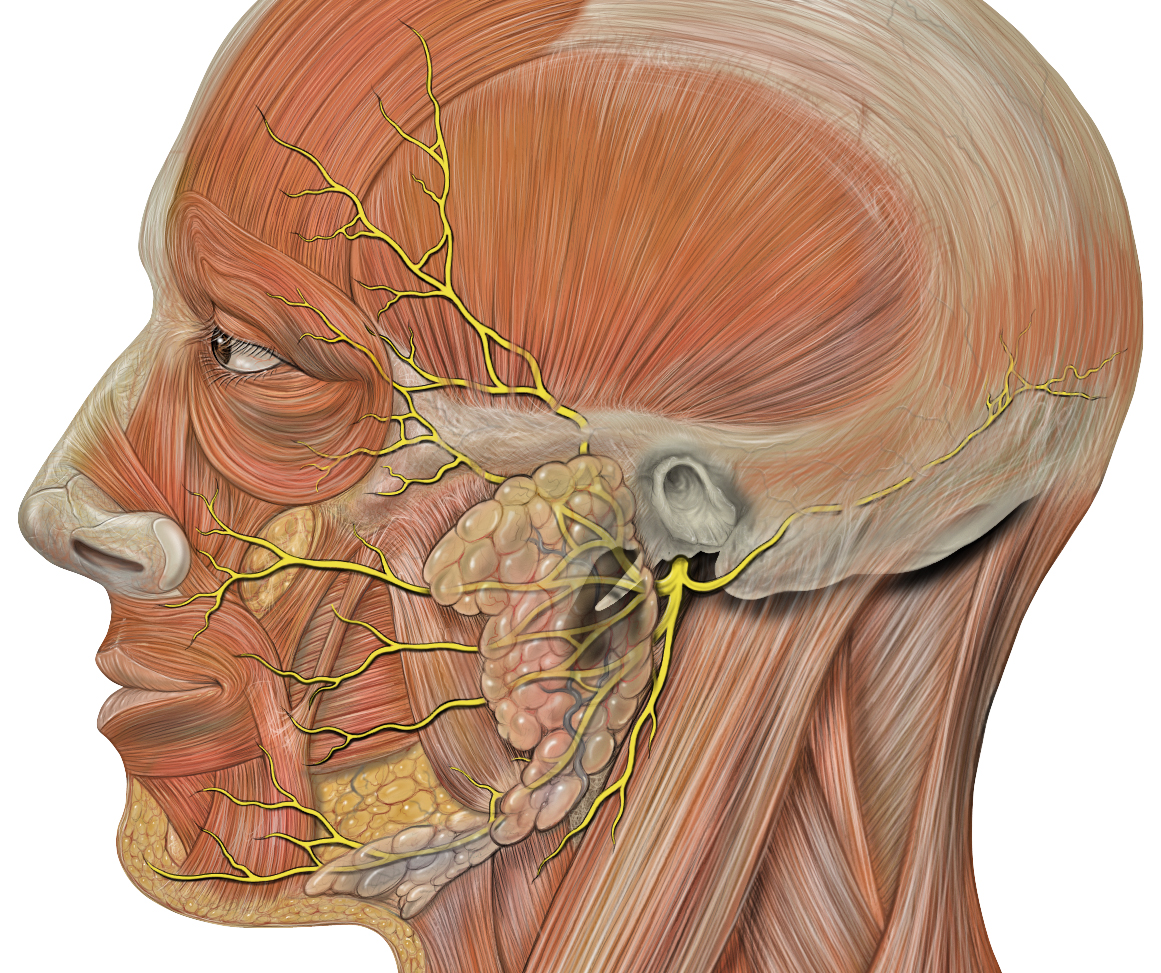
Branches des nerfs faciaux de la tête